# Villechétif
Villechétif est une commune française, située dans le département de l'Aube en région Grand Est.

## Géographie

### Communes limitrophes
Les communes limitrophes sont Assencières, Bouranton, Creney-près-Troyes, Mesnil-Sellières, Saint-Parres-aux-Tertres et Thennelières.
| Creney-près-Troyes       | Assencières | Mesnil-Sellières |
|                          | Villechétif | Bouranton        |
| Saint-Parres-aux-Tertres |             | Thennelières     |

### Hydrographie
La commune est dans la région hydrographique « la Seine de sa source au confluent de l'Oise (exclu) » au sein du bassin Seine-Normandie. Elle est drainée par le Melda, le canal 01 du Marais, le ruisseau de la Fontaine Saint-Pierre et divers autres petits cours d'eau,.
Le Melda, d'une longueur de 12 km, prend sa source dans la commune de Laubressel et se jette  dans la Barse à Pont-Sainte-Marie, après avoir traversé sept communes.

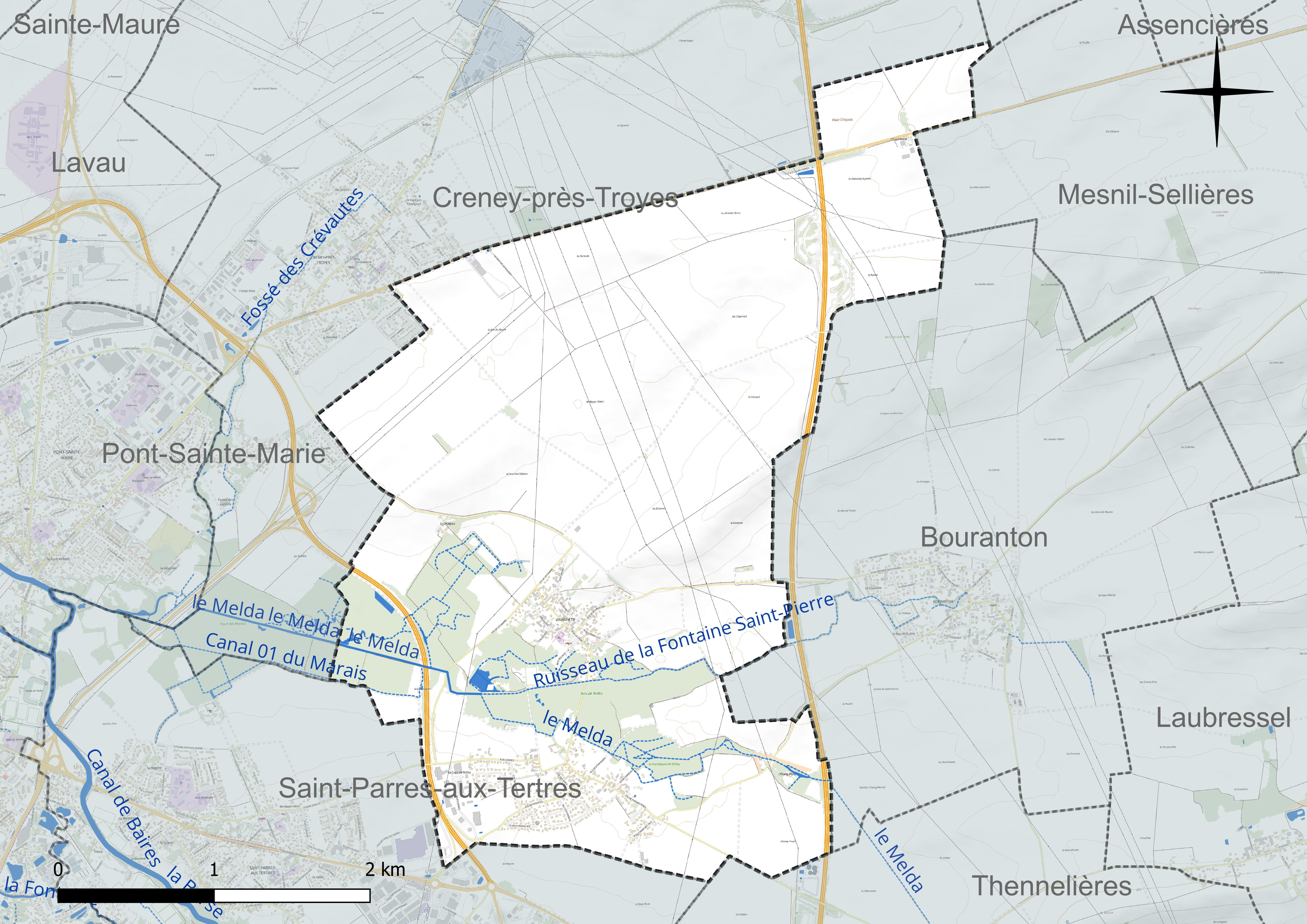
Réseau hydrographique de Villechétif.

### Climat
Pour des articles plus généraux, voir Climat du Grand Est et Climat de l'Aube.
En 2010, le climat de la commune est de type climat océanique dégradé des plaines du Centre et du Nord, selon une étude du Centre national de la recherche scientifique s'appuyant sur une série de données couvrant la période 1971-2000. En 2020, Météo-France publie une typologie des climats de la France métropolitaine dans laquelle la commune est exposée à un climat océanique altéré et est dans une zone de transition entre les régions climatiques « Nord-est du bassin Parisien » et « Lorraine, plateau de Langres, Morvan ».
Pour la période 1971-2000, la température annuelle moyenne est de 10,6 °C, avec une amplitude thermique annuelle de 15,8 °C. Le cumul annuel moyen de précipitations est de 717 mm, avec 12 jours de précipitations en janvier et 7,9 jours en juillet. Pour la période 1991-2020, la température moyenne annuelle observée sur la station météorologique de Météo-France la plus proche, « Troyes-Barberey », sur la commune de Barberey-Saint-Sulpice à 9 km à vol d'oiseau, est de 11,3 °C et le cumul annuel moyen de précipitations est de 644,6 mm. 
La température maximale relevée sur cette station est de 41,8 °C, atteinte le 25 juillet 2019 ; la température minimale est de −23 °C, atteinte le 17 janvier 1985,,.
Les paramètres climatiques de la commune ont été estimés pour le milieu du siècle (2041-2070) selon différents scénarios d'émission de gaz à effet de serre à partir des nouvelles projections climatiques de référence DRIAS-2020. Ils sont consultables sur un site dédié publié par Météo-France en novembre 2022.

## Urbanisme

### Typologie
Au 1er janvier 2024, Villechétif est catégorisée commune rurale à habitat dispersé, selon la nouvelle grille communale de densité à 7 niveaux définie par l'Insee en 2022.
Elle appartient à l'unité urbaine de Troyes, une agglomération intra-départementale dont elle est une commune de la banlieue,. Par ailleurs la commune fait partie de l'aire d'attraction de Troyes, dont elle est une commune de la couronne,. Cette aire, qui regroupe 209 communes, est catégorisée dans les aires de 200 000 à moins de 700 000 habitants,.

### Occupation des sols

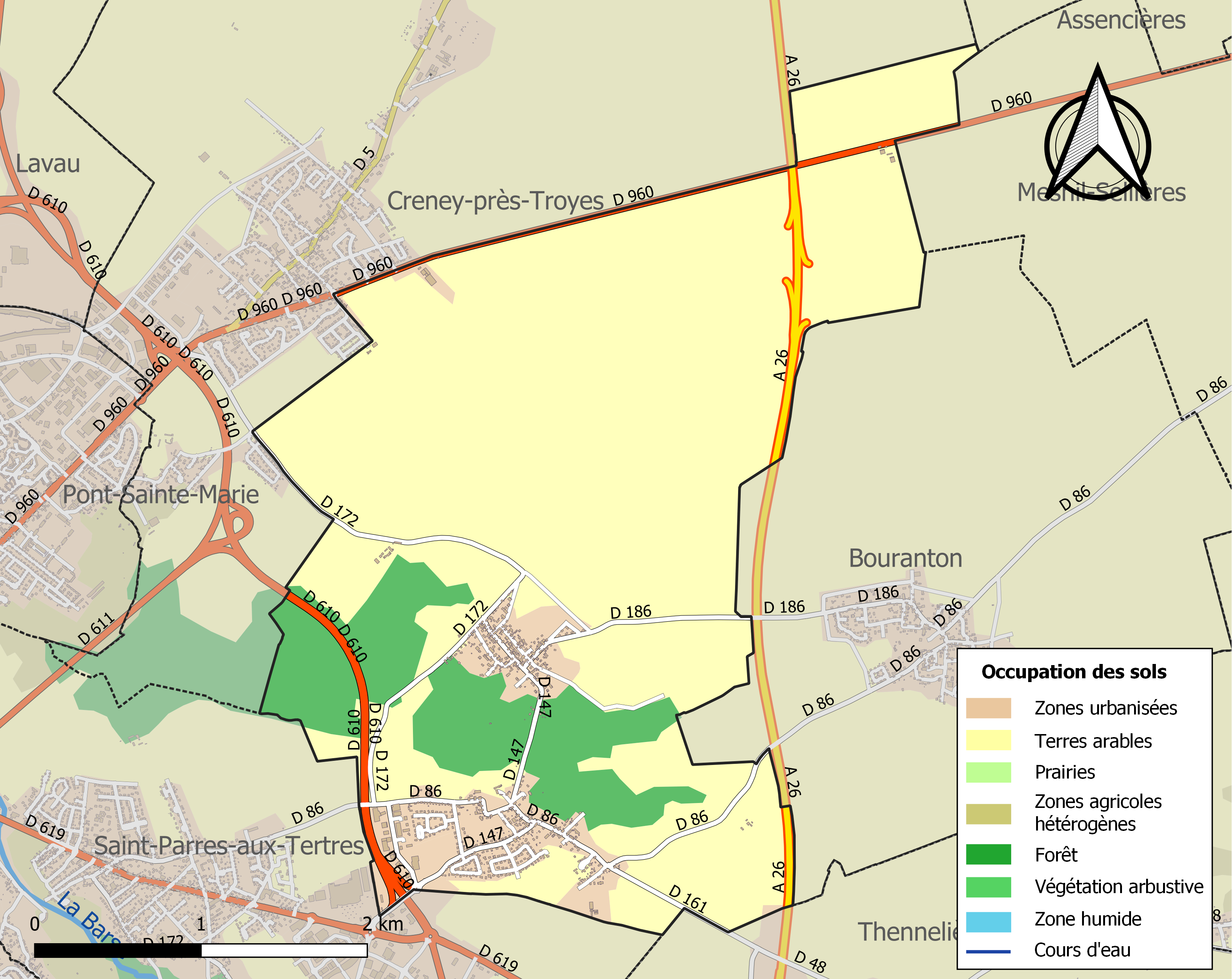
Carte des infrastructures et de l'occupation des sols de la commune en 2018 (CLC).

L'occupation des sols de la commune, telle qu'elle ressort de la base de données européenne d’occupation biophysique des sols Corine Land Cover (CLC), est marquée par l'importance des territoires agricoles (78,2 % en 2018), en diminution par rapport à 1990 (79,3 %). La répartition détaillée en 2018 est la suivante : 
terres arables (78,2 %), forêts (13 %), zones urbanisées (6,9 %), zones industrielles ou commerciales et réseaux de communication (2 %). L'évolution de l’occupation des sols de la commune et de ses infrastructures peut être observée sur les différentes représentations cartographiques du territoire : la carte de Cassini (XVIIIe siècle), la carte d'état-major (1820-1866) et les cartes ou photos aériennes de l'IGN pour la période actuelle (1950 à aujourd'hui).

### Habitat et logement
En 2018, le nombre total de logements dans la commune était de 411, alors qu'il était de 399 en 2013 et de 333 en 2008.
Parmi ces logements, 96 % étaient des résidences principales, 1,3 % des résidences secondaires et 2,7 % des logements vacants. Ces logements étaient pour 98,1 % d'entre eux des maisons individuelles et pour 1,9 % des appartements.
Le tableau ci-dessous présente la typologie des logements à Villechétif en 2018 en comparaison avec celle de l'Aube et de la France entière. Une caractéristique marquante du parc de logements est ainsi une proportion de résidences secondaires et logements occasionnels (1,3 %) inférieure à celle du département (4,7 %) et  à celle de la France entière (9,7 %). Concernant le statut d'occupation de ces logements, 91,5 % des habitants de la commune sont propriétaires de leur logement (92,8 % en 2013), contre 57,8 % pour l'Aube et 57,5 % pour la France entière.
| Typologie                                               | Villechétif | Aube | France entière |
| ------------------------------------------------------- | ----------- | ---- | -------------- |
| Résidences principales (en %)                           | 96          | 85,8 | 82,1           |
| Résidences secondaires et logements occasionnels (en %) | 1,3         | 4,7  | 9,7            |
| Logements vacants (en %)                                | 2,7         | 9,5  | 8,2            |

## Histoire

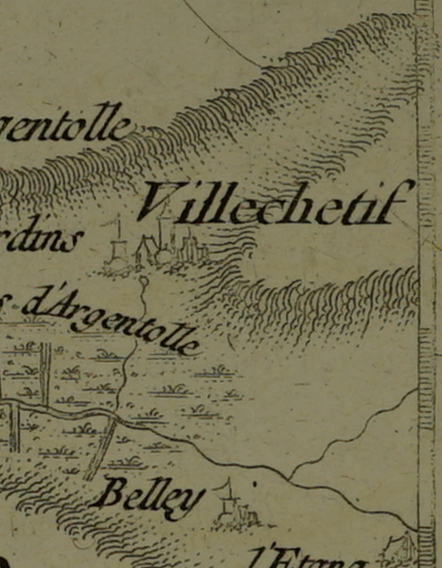
Sur une carte de Pierre-Jean Grosley, Belley, 1811.

Villechétif absorbe la commune éphémère de Belley entre 1795 et 1800.

## Politique et administration

### Rattachements administratifs et électoraux

#### Rattachements administratifs
La commune se trouve dans l'arrondissement de Troyes du département de l'Aube.
Elle faisait partie depuis 1801 du canton de Troyes-1. Dans le cadre du redécoupage cantonal de 2014 en France, cette circonscription administrative territoriale a disparu, et le canton n'est plus qu'une circonscription électorale.

#### Rattachements électoraux
Pour les élections départementales, la commune fait partie depuis 2014 du canton de Creney-près-Troyes
Pour l'élection des députés, elle fait partie de la première circonscription de l'Aube.

### Intercommunalité
Villechétif était membre de la communauté de communes Seine Melda Coteaux, un établissement public de coopération intercommunale (EPCI) à fiscalité propre créé en 2007 et auquel la commune avait transféré un certain nombre de ses compétences, dans les conditions déterminées par le code général des collectivités territoriales.
Dans le cadre des dispositions de la loi portant nouvelle organisation territoriale de la République du 7 août 2015, qui prévoit que les établissements publics de coopération intercommunale (EPCI) à fiscalité propre doivent avoir un minimum de 15 000 habitants, cette intercommunalité a fusionné avec ses voisines pour former, le 1er janvier 2017, la communauté d'agglomération dénommée Troyes Champagne Métropole, dont est désormais membre la commune.

## Équipements et services publics

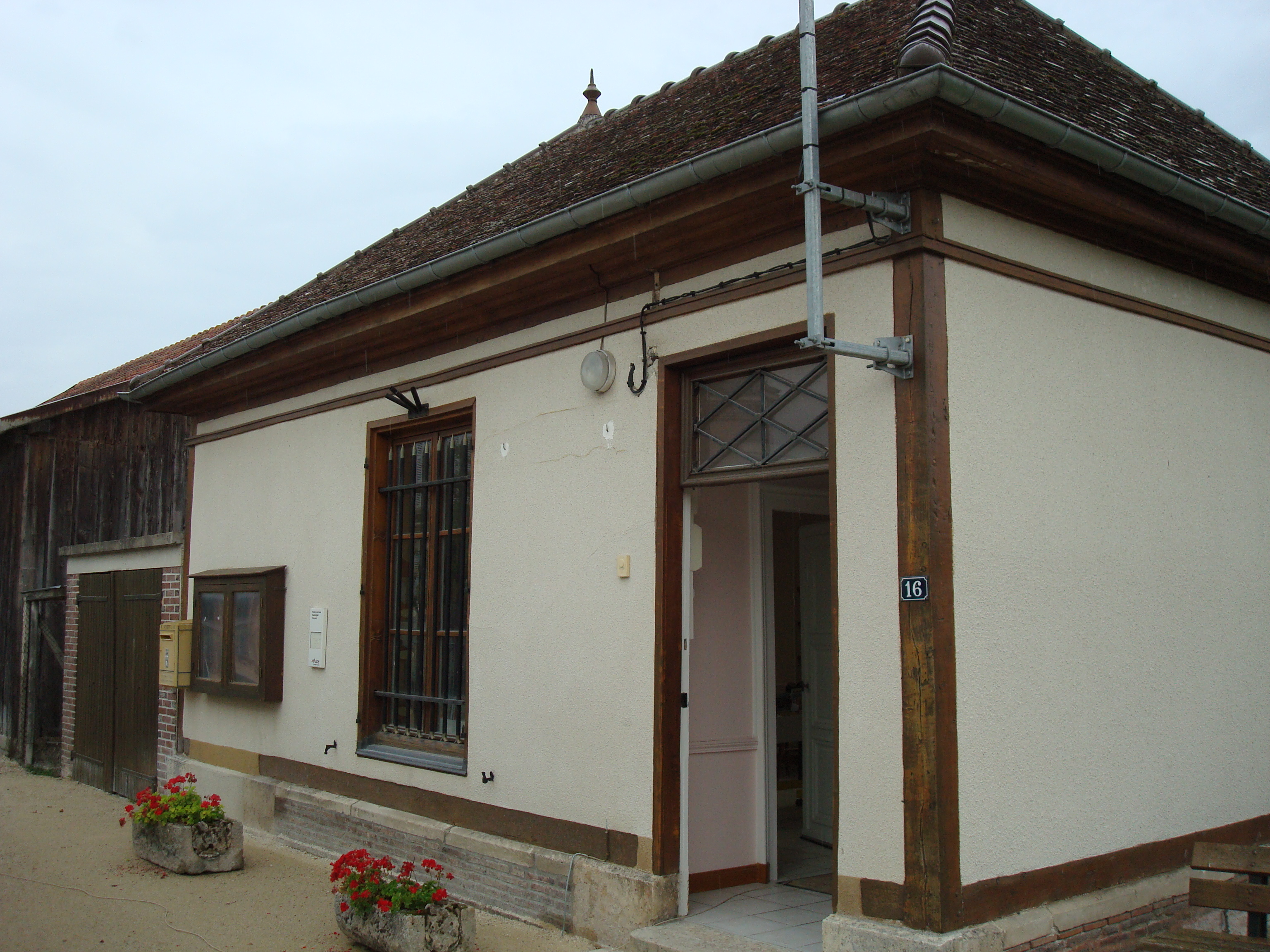
Le Point lecture.

### Liste des maires
| Période                                  | Période                        | Identité            | Étiquette | Qualité              |
| ---------------------------------------- | ------------------------------ | ------------------- | --------- | -------------------- |
| Les données manquantes sont à compléter. |                                |                     |           |                      |
|                                          |                                |                     |           |                      |
| avant 1857                               |                                | M. Gravelle         |           |                      |
| avant 1887                               |                                | M. Dubon            |           |                      |
|                                          |                                |                     |           |                      |
| mars 2001                                | 2014                           | M. Camille Charigot |           |                      |
| mars 2014                                | juillet 2022                   | Christophe Humbert  | DVD       | Cadre Démissionnaire |
| juillet 2022                             | En cours (au 16 décembre 2022) | Christelle Thiebaux |           | Artisanne            |

## Démographie

### Évolution démographique
L'évolution du nombre d'habitants est connue à travers les recensements de la population effectués dans la commune depuis 1793. Pour les communes de moins de 10 000 habitants, une enquête de recensement portant sur toute la population est réalisée tous les cinq ans, les populations de référence des années intermédiaires étant quant à elles estimées par interpolation ou extrapolation. Pour la commune, le premier recensement exhaustif entrant dans le cadre du nouveau dispositif a été réalisé en 2005.

En 2022, la commune comptait 945 habitants, en évolution de +2,16 % par rapport à 2016 (Aube : +0,7 %, France hors Mayotte : +2,11 %).
| 1793 | 1800 | 1806 | 1821 | 1831 | 1836 | 1841 | 1846 | 1851 |
| ---- | ---- | ---- | ---- | ---- | ---- | ---- | ---- | ---- |
| 211  | 359  | 384  | 335  | 386  | 419  | 457  | 493  | 473  |

| 1856 | 1861 | 1866 | 1872 | 1876 | 1881 | 1886 | 1891 | 1896 |
| ---- | ---- | ---- | ---- | ---- | ---- | ---- | ---- | ---- |
| 459  | 472  | 457  | 415  | 391  | 390  | 387  | 347  | 333  |

| 1901 | 1906 | 1911 | 1921 | 1926 | 1931 | 1936 | 1946 | 1954 |
| ---- | ---- | ---- | ---- | ---- | ---- | ---- | ---- | ---- |
| 328  | 304  | 291  | 258  | 313  | 325  | 299  | 308  | 315  |

| 1962 | 1968 | 1975 | 1982 | 1990 | 1999 | 2005 | 2006 | 2010 |
| ---- | ---- | ---- | ---- | ---- | ---- | ---- | ---- | ---- |
| 278  | 301  | 475  | 707  | 633  | 667  | 769  | 773  | 945  |

| 2015 | 2020 | 2022 | - | - | - | - | - | - |
| ---- | ---- | ---- | - | - | - | - | - | - |
| 921  | 949  | 945  | - | - | - | - | - | - |

### Pyramide des âges
La population de la commune est relativement âgée.
En 2018, le taux de personnes d'un âge inférieur à 30 ans s'élève à 27,8 %, soit en dessous de la moyenne départementale (35,2 %). À l'inverse, le taux de personnes d'âge supérieur à 60 ans est de 33,9 % la même année, alors qu'il est de 27,7 % au niveau départemental.
En 2018, la commune comptait 479 hommes pour 455 femmes, soit un taux de 51,28 % d'hommes, largement supérieur au taux départemental (48,59 %).
Les pyramides des âges de la commune et du département s'établissent comme suit.
| Hommes | Classe d’âge | Femmes |
| ------ | ------------ | ------ |
| 0,2    | 90 ou +      | 1,3    |
| 10,1   | 75-89 ans    | 11,5   |
| 22,0   | 60-74 ans    | 22,9   |
| 23,8   | 45-59 ans    | 23,4   |
| 14,2   | 30-44 ans    | 15,2   |
| 13,6   | 15-29 ans    | 11,3   |
| 16,2   | 0-14 ans     | 14,5   |

| Hommes | Classe d’âge | Femmes |
| ------ | ------------ | ------ |
| 0,8    | 90 ou +      | 2,1    |
| 7,4    | 75-89 ans    | 10,2   |
| 17,4   | 60-74 ans    | 18,4   |
| 19,4   | 45-59 ans    | 19     |
| 17,8   | 30-44 ans    | 17,3   |
| 18,3   | 15-29 ans    | 15,9   |
| 19     | 0-14 ans     | 17,1   |

## Culture locale et patrimoine

### Lieux et monuments
- Église de la Nativité-Notre-Dame[24]